# Gmina Jeżów
Die Gmina Jeżów ist eine Stadt-und-Land-Gemeinde im Powiat Brzeziński der Woiwodschaft Łódź in Polen mit etwa 3330 Einwohnern. Ihr Sitz ist die gleichnamige Stadt mit etwa 1280 Einwohnern.

## Geographie

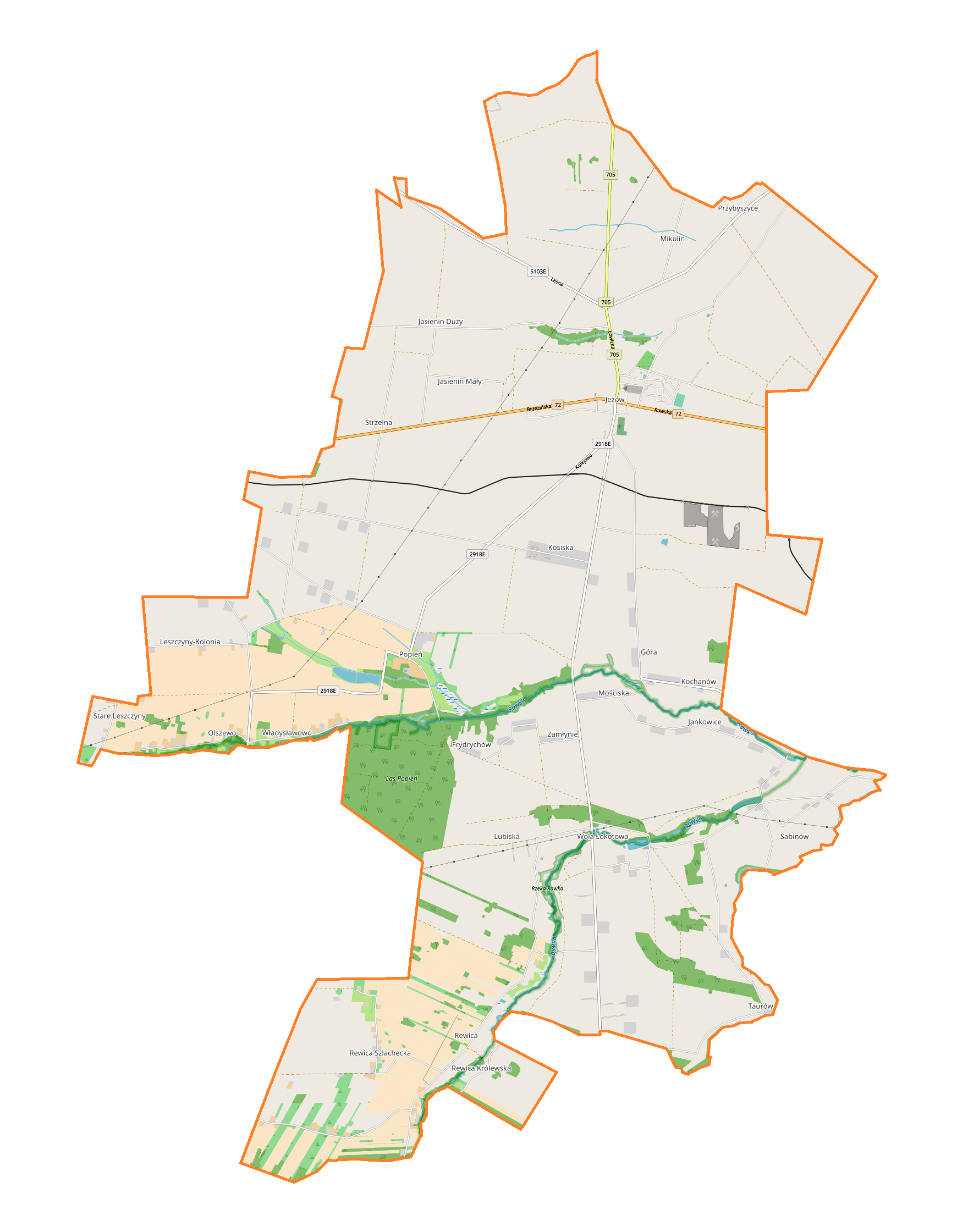
Karte der Gemeinde

Die Kreisstadt Brzeziny liegt etwa 15 Kilometer, Łódź etwa 30 Kilometer westlich. Der Fluss Rawka, ein Zufluss der Bzura, mäandert durch den Süden der Gemeinde.

## Verwaltungsgeschichte
Unter russischer Verwaltung verlor Jeżów 1870 das seit 1334 bestehende Stadtrecht. – Die Gmina Popień mit dem Sitz Jeżów wurde 1953 umbenannt und 1954 in Gromadas aufgelöst. Im Jahr 1973 wurde die Landgemeinde wieder gebildet. Der Powiat wurde 1975 aufgelöst und die Gemeinde kam von der Woiwodschaft Łódź (alten Zuschnitts) zur Woiwodschaft Skierniewice. Seit Januar 1999 gehört die Gemeinde zur Woiwodschaft Łódź (neuen Zuschnitts) und wieder zum Powiat Brzeziński. Zum 1. Januar 2023 erhielt Jeżów die Stadtrechte und die Gemeinde den Status einer Stadt-und-Land-Gemeinde.

## Gliederung
Zur Stadt-und-Land-Gemeinde Jeżów gehören folgende 21 Orte mit einem Schulzenamt (sołectwo):
Góra
Jankowice
Jankowice-Kolonia
Jasienin Duży
Jasienin Mały
Jeżów
Kosiska
Lubiska
Lubiska-Kolonia
Mikulin
Mościska
Olszewo
Popień-Parcela
Przybyszyce
Rewica
Rewica-Kolonia
Rewica Szlachecka
Strzelna
Taurów
Wola Łokotowa
Zamłynie
Kleinere Orte und Weiler der Gemeinde sind Brynica, Brzozowica, Dąbrowa, Frydrychów, Leszczyny-Kolonia, Marianówek, Mikulin-Parcela, Popień, Rewica Królewska, Stare Leszczyny und Władysławowo.

## Verkehr
Die Landesstraße DK72 führt durch den Norden der Gemeinde von Konin über Łódź nach Rawa Mazowiecka. In Jeżów zweigt die Woiwodschaftsstraße DW705 nach Śladów ab.
Der Bahnhof Jeżów liegt an der Museumsschmalspurbahn Rogów–Biała Rawska. Der nächste Fernbahnhof liegt im sieben Kilometer entfernten Rogów, der nächste internationale Flughafen ist Łódź-Lublinek.